# 리젠우
리젠우(중국어: 李健吾, 병음: Lĭ Jiànwǔ, 1906년 8월 17일 ~ 1982년 11월 24일)는 중국의 현대 작가, 극작가, 번역가, 문학 평론가이다. 류시웨이(중국어 간체자: 刘西渭, 정체자: 劉西渭, 병음: Liǔ Xīwèi)라는 필명을 사용했다.

## 생애
리젠우는 산시성 윈청현(運城縣, 현재의 산시성 윈청시) 출신이다. 그의 아버지인 리밍펑(李鳴鳳)은 신해혁명 시기에 산시 혁명군 지도자로 활동했고 나중에 제19혼성여단장으로 복무하게 된다. 리밍펑이 북양정부 육군부에서 복무하면서 리젠우도 베이징으로 이주해서 베이징 사범대학 부설 중학교에 입학했다. 하지만 리젠우가 13세 시절이던 1919년에 리밍펑이 정적들에 의해 살해당한 이후에 각지를 떠돌아 다니게 된다.
어린 시절부터 연극을 시작한 리젠우는 동료 학생들과 함께 호흡을 맞춰 가면서 연극에 출연했고 천다베이(陳大悲)의 《유란여사》(幽蘭女士) 등에서 여자 배역을 맡았고 슝포시(熊佛西)와의 인연을 형성하게 된다. 1921년에는 베이징 사범대학 부속 중학교에 입학하면서 문학 창작 활동을 시작했고 단막극, 단편 소설, 신시, 산문 등을 창작했다. 1925년에는 칭화 대학에 입학하여 연극 동아리를 운영하였고 중국 문학과 서양 문학을 전공했다.
리젠우는 1931년부터 프랑스 파리 대학교에서 유학하면서 귀스타브 플로베르를 연구했고 1933년에 중국으로 귀국한 이후에는 《플로베르 평전》(福樓拜 評傳)을 출간했다. 중일 전쟁 시기에는 프랑스 조계로 활동 무대를 옮기면서 정전둬(鄭振鐸)의 저택에서 손님으로 지냈고 청년 작가들의 작품에 대한 평론, 희곡, 단편 소설, 산문을 집필하던 문학 단체인 고도 화극(孤島 話劇, 외톨이섬 연극)에서 활동했다.
리젠우는 귀스타브 플로베르, 스탕달을 비롯한 프랑스의 작가들의 문학 작품을 중국어로 번역했다. 그는 1933년부터 광둥성 지난 대학 등에서 문학원 교수로 재직하였고, 1954년 이후에는 베이징 대학, 중국 과학원에서 연구원을 지냈다.

## 작품

### 각본
- 취자의 미래 (1926년)
- 어머니의 꿈 (원제: 도박과 전쟁, 1927년)
- 신호 (원제: 불선 밖, 1932년)
- 노왕과 그의 동지들 (원제: 불선 안, 1932년)
- 13년 (1934년)
- 황화 (1941년)
- 마판기 (원제: 초망상부, 1942년)
- 청춘 (1944년)

### 소설
- 서산의 구름 (1928)
- 한 병사와 그의 부인 (1929)
- 심병 (1931)
- 사명집결 (1938)
- 단단 (1938)
- 사명(1940)

## 작품 특징

### 각본
대부분 단막극으로 도시 하층민 생활의 고달픔을 반영하였으며, 주인공들은 대부분 노동자, 병사, 하인이었다. 운명의 초점은 항상 여성에게 집중되었다. 소재와 스타일이 다양하였다. 원작의 기본 구상만을 취하고 배경, 줄거리, 인물을 철저하게 중국화하여 공연 중 호평을 받았다. 제국주의에 반대하며 군벌에 반대하는 애국민주사상을 관통해 계급별 인간성을 부각시키고, 치밀한 배치와 언어, 인물의 성격이 뚜렷한 특색을 지녔다. 생생한 언어를 사용하는 극의 낭만주의 작가로 불린다.

### 소설
인간 자아의 투쟁과 도시 노동자들의 삶을 바탕으로 한 소설을 자주 창작하였다. 인간 본성의 분석에 중점을 두고 가장 안쪽에 놓인 사람들의 모순과 갈등을 밝힌다는 특징을 가지고 있다.